# قلب للبيع (مسرحية)
قلب للبيع  هي مسرحية كوميدية اجتماعية كويتية إنتاج عام 2016، من تأليف أيمن الحبيل، وإخراج عبد العزيز الصايغ. بالإضافة إلى الكويت، تم عرضها في السعودية، والإمارات العربية المتحدة.

## القصة
تدور أحداث المسرحية حول بوسرور (طارق العلي) الذي يبيع قلبه إلى صديقه (شهاب حاجيه) لأن قلبه ليس جيداً، وبوسرور سيبيع قلبه الجيد ولكن عندما يقرروا أن يسافرون لتركيب قلب بوسرور إلى قلب صديقه يأتي الخاطف (فرحان العلي) ليختطف الطائرة ولكن تهبط الطائرة ويموت الكل ماعدا بوسرور.

## الممثلون
- طارق العلي.
- أحمد الفرج.
- ميس كمر.
- شهاب حاجيه.
- خالد العجيرب.
- خالد المظفر.
- مي عبد الله.
- فرحان العلي.
- نورة العميري.
- سلطان العلي.
- فرح.
- شاهين الشاهين.
- حميد البلوشي.
- أيوب الشطي.
- علي الغديري.
- محمد خالد الوزير

## وصلات خارجية
- قلب للبيع (مسرحية) على موقع قاعدة بيانات الأفلام العربية